# Rezerwat przyrody Viieristi
Rezerwat przyrody Viieristi (est. Viieristi looduskaitseala) – rezerwat przyrody obejmujący obszar 379,9 ha w gminie Torgu oraz gminie Salme, prowincji Saare, Estonia. Rezerwat oznaczony jest kodem KLO1000437.
Rezerwat został założony w 1965 roku w celu ochrony wydm nadmorskich tzw. "pięciu gór" oraz stanowisk bluszczu i cisu. Rezerwat swym zasięgiem obejmuje także okresowe jezioro Koltsi. Składa się z trzech odrębnych części.